# Doric (Schiff, 1883)
Die Doric (I) war ein 1883 in Dienst gestelltes Fracht- und Passagierschiff der britischen White Star Line, das für die Reederei bis 1906 auf verschiedenen Routen im Einsatz stand. Anschließend wurde es als Asia in die Vereinigten Staaten verkauft. 1911 erlitt die Asia vor Wenzhou Schiffbruch.

## Geschichte
Die Doric entstand unter der Baunummer 153 in der Werft von Harland & Wolff in Belfast und lief am 10. März 1883 vom Stapel. Nach der Übernahme durch die White Star Line im Juni 1883 nahm das Schiff am 4. Juli den Dienst von London nach Wellington auf. Die Doric war ein kombiniertes Fracht- und Passagierschiff und konnte bis zu 70 Passagiere der Ersten Klasse befördern. Ihr Schwesterschiff war die ebenfalls 1883 in Dienst gestellte Ionic.
Während ihrer Dienstzeit auf der Strecke nach Neuseeland wurde die Doric zeitweise auch an die Shaw, Savill & Albion Steamship Company sowie an die New Zealand Shipping Company verchartert. 1896 wechselte sie unter Charter der Occidental and Oriental Steamship Company auf die Route von San Francisco nach Hongkong.
1906 ging das Schiff in den Besitz der Pacific Mail Steamship Company über und wurde in Asia umbenannt, um anschließend weiter im Dienst von San Francisco nach Hongkong eingesetzt zu werden. Am 23. April 1911 lief die Asia vor Wenzhou auf Grund. Alle Passagiere und Besatzungsmitglieder konnten unverletzt gerettet werden. Das Schiff wurde von einheimischen Fischern geplündert und anschließend niedergebrannt.
Das 1894 erschienene Gedicht McAndrew’s Hymn von Rudyard Kipling soll laut einer Aussage des Autors durch eine Reise an Bord der Doric im Jahr 1891 inspiriert worden sein.